# Startchancen-Programm
Das sogenannte Startchancen-Programm zur Förderung von Brennpunktschulen der deutschen Bundesregierung (zuständige Ministerin des BMBF Bettina Stark-Watzinger) und der Bundesländer (vertreten durch die KMK) beruht auf einer Verständigung im Januar 2024: Es startete am 1. August 2024 mit 2060 Schulen, mehr als doppelt so viele wie ursprünglich geplant. Am Ende sollten 4000 Schulen gefördert werden.
Über zehn Jahre wollen Bund und Länder zusammen 20 Milliarden Euro investieren, also etwa 2 Mrd. jährlich, von denen jede Seite 1 Mrd. aufbringt. Bis zum Schuljahr 2026/27 soll es in ganz Deutschland etwa 4.000 Startchancen-Schulen geben. Die Investitionen sollen zu 60 % Kindern in Grundschulen zugutekommen. Erstmals mussten alle Bundesländer dazu die soziale Zusammensetzung (Sozialindex) ihrer Schulen errechnen. Für die Verteilung der Mittel auf Schulen, die durch das Startchancen-Programm gefördert werden, sollen insbesondere der Anteil junger Menschen in Armut und mit Migrationsgeschichte entscheidend sein.
Insgesamt betrugen die Bildungsausgaben im Jahr 2022 in Deutschland laut dem Bildungsbericht des Jahres 2024 – seitens der öffentlichen Hand sowie Privatpersonen, Unternehmen und Organisationen ohne Erwerbszweck zusammengenommen – 264 Milliarden Euro, rund 6,8 % des BIP. Rund 123 Milliarden Euro davon entfielen auf Schulen und den schulnahen Bereich.
Das Startchancen-Programm besteht aus drei Säulen:
- die Förderung von Bauvorhaben (40 %),
- Investitionen in Schul- und Unterrichtsentwicklung, besonders Deutsch und Mathematik (30 %),
- mehr Personal für multiprofessionelle Teams (d. h. nicht nur Lehrer, sondern auch Sozialpädagogen, Lernhelfer etc., 30 %).

Bis Anfang Februar 2024 einigten sich die Bundesländer auf die wesentlichen Punkte des Programms, darunter, dass ein Großteil der geförderten Schulen Grundschulen sein sollen. Die Bundesländer können ihren Beitrag zur Finanzierung verringern, indem sie sich bereits bestehende Aufwendungen für benachteiligte Schulen anrechnen lassen.

## Kritik
Die CDU kritisierte die zu geringe Einbeziehung der Kommunen, die als Schulträger für Schulbau und Personal zuständig sind. Die SPD-Vorsitzende Saskia Esken wollte das Programm auf 10 Mrd. Euro jährlich verfünffachen, um dem wirklichen Bedarf gerecht zu werden. Ökonomen haben einen effektiven Förderbetrag von nur 250 € pro Kind errechnet. Der Bildungsforscher Olaf Köller hielt das Programm für wenig effektiv in Bezug auf die dringend erforderliche Förderung von Mathematik.

## Einzelbelege
1. ↑  Einigung zwischen Bund und Ländern: Startchancen-Programm startet zum Schuljahr 2024/25 - BMBF. Abgerufen am 2. Februar 2024.
2. ↑  Bildung: Startchancen-Programm für Schulen ist "Paradigmenwechsel". In: Die Zeit. 1. Februar 2024, ISSN 0044-2070 (zeit.de [abgerufen am 2. Februar 2024]).
3. 1 2  Bildungsexperte kritisiert Programm für Brennpunkt-Schulen. 4. Juni 2024, abgerufen am 17. August 2024.
4. ↑  https://www.focus.de/panorama/es-kann-nicht-sein-dass-datenschutz-wichtiger-ist-als-das-aufwachsen-unserer-kinder_id_260153815.html
5. ↑  Startchancen-Programm. In: bmbf.de. Bundesministrium für Forschung, Technologie und Raumfahrt, abgerufen am 29. Juni 2025.
6. ↑  Bildung in Deutschland 2024. 2024, abgerufen am 29. Juni 2025. S. 6–7.
7. ↑  Später Startschuss für Startchancen. In: taz.de. 2. Februar 2024, abgerufen am 4. Februar 2024.
8. ↑  Nach langen Verhandlungen : Bund und Länder einig beim Startchancen-Programm. In: Der Tagesspiegel Online. ISSN 1865-2263 (tagesspiegel.de [abgerufen am 2. Februar 2024]).
9. ↑  B. Gillmann: Milliardenprogramm. In: Handelsblatt. 2. Februar 2024, abgerufen am 2. Februar 2024.
10. ↑  Susmita Arp, Miriam Olbrisch: (S+) Pisa-Experten Doris Lewalter und Olaf Köller: »Die scheitern am Dreisatz«. In: Der Spiegel. 6. Dezember 2023, ISSN 2195-1349 (spiegel.de [abgerufen am 2. Februar 2024]).